# Carolina Ernestina de Erbach-Schönberg
Carolina Ernestina de Erbach-Schönberg (en alemán: Caroline Ernestine zu Erbach-Schönberg; Gedern, 20 de agosto de 1727 - Ebersdorf, 22 de abril de 1796), condesa alemana de la Casa de Erbach, era hija del Conde Jorge Augusto de Erbach-Schönberg y de su esposa, la Condesa Fernanda Enriqueta de Stolberg-Gedern, fue Condesa de Reuss-Ebersdorf por matrimonio.

## Matrimonio e hijos
El 28 de junio de 1753, contrajo matrimonio en la ciudad de Thurnau con el Conde Enrique XXIV de Reuss-Ebersdorf, hijo de los Condes Enrique XXIX y Sofía Teodora de Reuss-Ebersdorf.
| Nombre                                       | Nacimiento         | Muerte                  | Notas                                                                               |
| -------------------------------------------- | ------------------ | ----------------------- | ----------------------------------------------------------------------------------- |
| Augusta, Duquesa de Sajonia-Coburgo-Saalfeld | 9 de enero de 1757 | 16 de noviembre de 1831 | Casada en 1777 con el duque Francisco de Sajonia-Coburgo-Saalfeld, con descendencia |
| Luisa, Princesa de Reuss-Köstritz            | 2 de junio de 1759 | 5 de diciembre de 1840  | Casada en 1781 con el Príncipe Enrique XLIII de Reuss-Köstritz, con descendencia    |
| Enrique, Príncipe de Reuss-Ebersdorf         | 16 de mayo de 1761 | 10 de julio de 1822     | Casado en 1791 con la Condesa Luisa de Hoym, con descendencia                       |
| Enriqueta, Princesa de Leiningen             | 9 de mayo de 1767  | 3 de septiembre de 1801 | Casado en 1787 con el Príncipe Carlos II de Leiningen, con descendencia             |

## Títulos y tratamientos
| ● 20 de agosto de 1727-28 de junio de 1753: | Su alteza la condesa Carolina de Erbach-Schönberg |
| ● 28 de junio de 1753-23 de mayo de 1779:   | Su alteza la condesa de Reuss-Ebersdorf           |
| ● 23 de mayo de 1779-22 de abril de 1796:   | Su alteza la condesa viuda de Reuss-Ebersdorf     |